# 蒂滕湖
47°50′50″N 12°34′5″E / 47.84722°N 12.56806°E

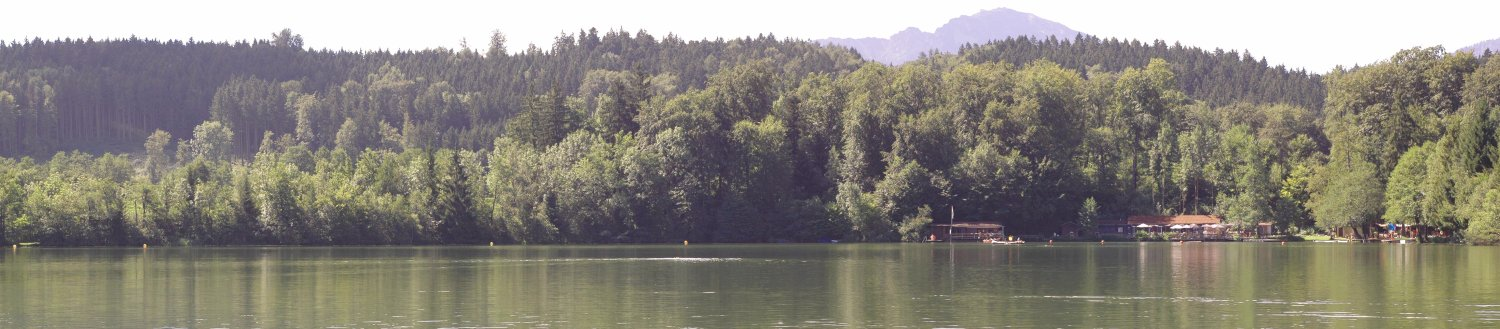

蒂滕湖（德語：Tüttensee），是德國的湖泊，位於該國東南部，由巴伐利亞負責管轄，處於上巴伐利亞行政區，長0.4公里、寬0.3公里，面積0.1平方公里，海拔高度523米，平均水深9.4米，最大水深17.3米，水體容量102萬立方米 。